# Lijst van rijksmonumenten in Den Dungen
De plaats Den Dungen telt 27 inschrijvingen in het rijksmonumentenregister. Hieronder een overzicht.
| Object | Oorspronkelijke functie?  | Bouwjaar                      | Architect | Locatie             | Coördinaten?                  | Nr.?   | Afbeelding |
| --- | ------------------------- | ----------------------------- | --------- | ------------------- | ----------------------------- | ------ | --- |
| Boerderij van het Kempische langgeveltype | Boerderij                 |                               |           | Bosscheweg 24       | 51° 39' 59" NB, 5° 21' 57" OL | 14186  | Meer afbeeldingen |
| Boerderij onder rieten wolfdak en met inspringend gedeelte aan de kopgevel | Boerderij                 |                               |           | Bosscheweg 30       | 51° 40' 1" NB, 5° 21' 52" OL  | 14187  | Meer afbeeldingen |
| Dorpswoningen | Woonhuis                  | vroeg 19e eeuw                |           | Grinsel 1-5         | 51° 39' 50" NB, 5° 22' 9" OL  | 14189  | Meer afbeeldingen |
| Boerderij onder rieten wolfdak. Vensters met luiken | Boerderij                 | 1837 (jaartalankers)          |           | Grinsel 77          | 51° 39' 42" NB, 5° 22' 34" OL | 14190  | Meer afbeeldingen |
| R.K. Kerk van St. Jacobus de Meerdere | Kerk en kerkonderdeel     | begin 16e eeuw                |           | H. Hartplein 1      | 51° 39' 52" NB, 5° 22' 8" OL  | 14191  | Meer afbeeldingen |
| Boerderij onder met riet en pannen gedekt schilddak, dat aan de achterzijde is afgewolfd. Hoekhuis van het kortgeveltype met dwarsdeel                                                                                              | Boerderij                 | 17e eeuw                      |           | Hooidonksestraat 3A | 51° 40' 21" NB, 5° 22' 48" OL | 14192  | Boerderij onder met riet en pannen gedekt schilddak, dat aan de achterzijde is afgewolfd. Hoekhuis van het kortgeveltype met dwarsdeel                                                                                              |
| Boerderij onder met riet en pannen gedekt wolfdak. In de voorgevel vensters met luiken en schuiframen met 20- en 25-ruitsroedenverdeling. Deur uit de bouwtijd met eenvoudig bovenlicht                                             | Boerderij                 | 1835                          |           | Hooidonksestraat 13 | 51° 40' 13" NB, 5° 22' 58" OL | 14193  | Boerderij onder met riet en pannen gedekt wolfdak. In de voorgevel vensters met luiken en schuiframen met 20- en 25-ruitsroedenverdeling. Deur uit de bouwtijd met eenvoudig bovenlicht                                             |
| Boerderij van het langgeveltype. Woonhuis en stal onder een pannen zadeldak tussen puntgevels. Lagere aanbouw onder zadeldak tegen de achtergevel. In de gepleisterde voorgevel deuromlijsting met hoofdgestel en getoogde staldeur | Boerderij                 | 19e eeuw                      |           | Paterstraat 39      | 51° 39' 56" NB, 5° 22' 36" OL | 14194  | Boerderij van het langgeveltype. Woonhuis en stal onder een pannen zadeldak tussen puntgevels. Lagere aanbouw onder zadeldak tegen de achtergevel. In de gepleisterde voorgevel deuromlijsting met hoofdgestel en getoogde staldeur |
| Boerderij, ten dele gepleisterd, van het langgeveltype. Met riet en pannen gedekt wolfdak. In de zijgevel deuromlijsting met hoofdgestel op consoles. In de zijgevel van de stal twee getoogde inrijdeuren                          | Boerderij                 | 19e eeuw                      |           | Paterstraat 38      | 51° 39' 55" NB, 5° 22' 36" OL | 14195  | Meer afbeeldingen |
| Boerderij, onder met riet en pannen gedekt wolfdak. In de voorgevel vensters met 20-ruitsschuiframen | Boerderij                 | 1840                          |           | Paterstraat 63      | 51° 40' 6" NB, 5° 22' 48" OL  | 14196  | Meer afbeeldingen |
| Boerderij van het langgeveltype. Met riet en pannen gedekt wolfdak. Vensters met kleine roedenverdeling. Twee getoogde staldeuren                                                                                                   | Boerderij                 | eerste helft 19e eeuw         |           | Spurkstraat 60      | 51° 39' 37" NB, 5° 23' 16" OL | 14197  | Meer afbeeldingen |
| Boerderij van het staldeeltype onder met riet en pannen gedekt wolfdak. Voor- en achtergevels met vlechtingen. Op het erf een deels uit steen, deels uit hout opgetrokken schuur onder hoog, met riet gedekt schilddak              | Boerderij                 | 18e eeuw                      |           | Spurkstraat 68      | 51° 39' 41" NB, 5° 23' 28" OL | 14198  | Meer afbeeldingen |
| Boerderij onder met riet en pannen gedekt wolfdak. Vensters met kleine roedenverdeling | Boerderij                 | 18e eeuw                      |           | Spurkstraat 74a     | 51° 39' 44" NB, 5° 23' 33" OL | 14199  | Meer afbeeldingen |
| Boerderij met jaartalankers in de gepleisterde voorgevel. Met riet en pannen gedekt wolfdak. Vensters met luiken en kleine roedenverdeling                                                                                          | Boerderij                 | 1751                          |           | Spurkstraat 78A     | 51° 39' 44" NB, 5° 23' 34" OL | 14200  | Meer afbeeldingen |
| Boerderij, in rode baksteen opgetrokken, van het staldeeltype met 19e-eeuwse langgevel-uitbouw, onder met riet en blauwe oud-hollandse pannen gedekt wolfdak; in kleine gele baksteen opgetrokken                                   | Boerderij                 | waarschijnlijk laat 17e eeuw  |           | Flaas 2             | 51° 40' 15" NB, 5° 21' 48" OL | 329582 | Meer afbeeldingen |
| Boerderij van het staldeeltype - staldeel in 19e eeuw gewijzigd in midden langsdeel - onder met riet en pannen gedekt wolfdak | Boerderij                 | 172x                          |           | Grinsel 71          | 51° 39' 44" NB, 5° 22' 31" OL | 329592 | Meer afbeeldingen |
| Witgeschilderde, boerderij met oorspronkelijk centraal in het middendeel gelegen potstal en met 19e-eeuwse hoekgeveluitbouw, onder met riet en pannen gedekt wolfdak, dat aan de voorzijde doorloopt over de hoekgeveluitbouw       | Boerderij                 | 18e eeuw                      |           | Poeldonksedijk 2    | 51° 40' 24" NB, 5° 21' 31" OL | 329597 | Meer afbeeldingen |
| Boerderij van het staldeeltype met 19e-eeuwse, aan de oostzijde inspringende langgeveluitbouw onder met riet en pannen gedekt wolfdak                                                                                               | Boerderij                 | waarschijnlijk 18e eeuw       |           | Rijndonksestraat 8  | 51° 40' 41" NB, 5° 21' 56" OL | 329603 | Meer afbeeldingen |
| Boerderij met onderkelderde hoekgeveluitbouw onder met riet en pannen gedekt wolfdak, dat doorloopt over de hoekgeveluitbouw | Boerderij                 | vroeg 19e eeuw                |           | Spurkstraat 49      | 51° 39' 35" NB, 5° 23' 7" OL  | 329613 | Meer afbeeldingen |
| Boerderij van het staldeeltype onder met riet en pannen gedekt wolfdak | Boerderij                 | 18e eeuw                      |           | Spurkstraat 70      | 51° 39' 41" NB, 5° 23' 29" OL | 329619 | Meer afbeeldingen |
| Boerderij van het Kempische langgeveltype | Boerderij                 | 1823                          |           | Bosscheweg 20       | 51° 39' 57" NB, 5° 21' 59" OL | 42152  | Meer afbeeldingen |
| Complex Grinsel 83: woonhuis | Woonhuis                  | 1871                          |           | Grinsel 83          | 51° 39' 38" NB, 5° 22' 39" OL | 519903 | Complex Grinsel 83: woonhuis |
| Complex Grinsel 83: stal | Boerderij                 | 1825                          |           | Grinsel 83          | 51° 39' 38" NB, 5° 22' 39" OL | 519904 | Complex Grinsel 83: stal |
| Complex grinsel 84-86: woonhuis met aanbouw | Woonhuis                  | 1907                          |           | Grinsel 84          | 51° 39' 36" NB, 5° 22' 39" OL | 519906 | Meer afbeeldingen |
| Complex Grinsel 84-86: schuur | Boerderij                 | 1920                          |           | Grinsel 84          | 51° 39' 36" NB, 5° 22' 39" OL | 519907 | Meer afbeeldingen |
| Bakstenen schoorsteen | Boerderij                 | 1930-1940                     |           | Hooidonk 2          | 51° 40' 23" NB, 5° 22' 22" OL | 519927 | Meer afbeeldingen |
| Complex Grinsel 83: poort | Fort, vesting en -onderdl | tweede helft 18e eeuw (poort) |           | Grinsel 83          | 51° 39' 41" NB, 5° 22' 43" OL | 525737 | Meer afbeeldingen |